# Seiki Ichihara
Seiki Ichihara (市原 聖曠 Ichihara Seiki?), är en japansk tidigare fotbollsspelare och tränare.
Seiki Ichihara var tränare för det japanska landslaget 1981.